# 佐野元春のザ・ソングライターズ
『佐野元春のザ・ソングライターズ』（さのもとはるのザ・ソングライターズ）は、NHK教育テレビジョンで2009年に放送を開始したトーク番組である。

## 概要
シンガーソングライターの佐野元春がホスト役を務め、日本のソングライターたちをゲストに招き、「歌詞」すなわち「音楽における言葉」をテーマに探求してゆく。佐野の母校である立教大学の教室での公開収録である。音楽・文章表現を志す学生たちを招き、ゲストのソングライターと学生との対話も番組の中に織り込んでゆく。
佐野は大瀧詠一にも出演の依頼を行ったが、大瀧側が出演を辞退した。後日、NHK-FMでの佐野のラジオレギュラー番組『元春レイディオ・ショー』の2011年4月5日、12日放送分に大瀧がゲスト出演した際に、大瀧より「ラジオ版ザ・ソングライターズをやろう。」と大瀧側より提案があり、放送された。また、同学年であり1985年6月15日に開催された『国際青年年記念 ALL TOGETHER NOW』で共演した桑田佳祐にも真っ先に出演オファーをしたが、その当時がちょうど桑田が食道がんで休養していた時期と重なったために、当番組での共演は実現せず、2022年末に「時代遅れのRock'n'Roll Band」を引っ提げて『第73回NHK紅白歌合戦』に出場するまでテレビでの共演がなかった。

## ゲスト
| 通算 | シーズン | 初放送日                                 | 出演者                               |
| ---- | -------- | ---------------------------------------- | ------------------------------------ |
| 1    | S1-1     | 2009年7月4日 2009年7月11日               | 小田和正                             |
| 2    | S1-2     | 2009年7月18日 2009年7月25日              | さだまさし                           |
| 3    | S1-3     | 2009年8月8日 2009年8月15日               | 松本隆                               |
| 4    | S1-4     | 2009年8月22日 2009年8月29日              | スガシカオ                           |
| 5    | S1-5     | 2009年9月5日 2009年9月12日               | 矢野顕子                             |
| 6    | S1-6     | 2009年9月19日 2009年9月26日              | Kj（Dragon Ash）                     |
| 7    | S2-1     | 2010年6月26日 2010年7月3日 2010年7月10日 | 桜井和寿（Mr.Children）              |
| 8    | S2-2     | 2010年7月17日 2010年7月24日              | 後藤正文（ASIAN KUNG-FU GENERATION） |
| 9    | S2-3     | 2010年7月31日 2010年8月7日               | 鈴木慶一（ムーンライダーズ）         |
| 10   | S2-4     | 2010年8月14日 2010年8月21日              | 岸田繁（くるり）                     |
| 11   | S2-5     | 2010年8月28日 2010年9月4日               | RHYMESTER                            |
| 12   | S2-6     | 2010年9月11日 2010年9月18日              | 山口一郎（サカナクション）           |
| 13   | S3-1     | 2011年4月23日 2011年4月30日              | 山口隆（サンボマスター）             |
| 14   | S3-2     | 2011年5月7日 2011年5月14日               | KREVA                                |
| 15   | S3-3     | 2011年5月21日 2011年5月28日              | 曽我部恵一                           |
| 16   | S3-4     | 2011年6月4日 2011年6月11日               | トータス松本                         |
| 17   | S3-5     | 2011年6月18日 2011年6月25日              | キリンジ                             |
| 18   | S3-6     | 2011年7月2日 2011年7月9日                | 七尾旅人                             |
| 19   | S4-1     | 2012年10月5日 2012年10月12日             | 中村一義                             |
| 20   | S4-2     | 2012年10月19日 2012年10月26日            | 大木伸夫（ACIDMAN）                  |
| 21   | S4-3     | 2012年11月2日 2012年11月9日              | 星野源                               |
| 22   | S4-4     | 2012年11月16日 2012年11月23日            | 山崎まさよし                         |
| 23   | S4-5     | 2012年11月30日 2012年12月7日             | なかにし礼                           |
| 24   | S4-6     | 2012年12月14日 2012年12月21日            | 佐野元春が語るソングライティング     |

## ナレーション
シーズン1
- 武内陶子
- 森山春香 ほか

シーズン2
- 岩槻里子

## 放送時間

### 本放送
シーズン1
教育テレビ：毎週土曜日 23:25 - 23:55（2009年7月4日から2009年9月26日までの全12回）
シーズン2
教育テレビ：毎週土曜日 23:45 - 24:15（2010年6月26日から9月18日までの全13回）
シーズン3
教育テレビ：毎週土曜日 23:00 - 23:29（2011年4月23日から7月9日までの全12回）
シーズン4
教育テレビ：毎週金曜日 23:00 - 23:29（2012年10月5日から12月21日までの全12回）

### 再放送
シーズン1
教育テレビ：本放送翌週の土曜日 12:00 - 12:30
BS2：本放送翌週の土曜日 5:00 - 5:30
NHK総合：2022年5月2日に、選として「小田和正 Part1」「小田和正 Part2」
シーズン2
教育テレビ：本放送翌週の土曜日 10:30 - 11:00
BS2：本放送翌週の火曜日 16:30 - 17:00
シーズン3
教育テレビ：本放送翌週の土曜日 11:00 - 11:30
シーズン4
教育テレビ：本放送翌週の木曜日 0:30 - 0:59